# Pedro Daniel Martínez Perea
Pedro Daniel Martinez Perea (Mendoza, 5 marzo 1956) è un vescovo cattolico argentino, dal 9 giugno 2020 vescovo emerito di San Luis.

## Biografia
Pedro Daniel Martinez Perea è nato a Mendoza il 5 marzo 1946.

### Formazione e ministero sacerdotale
Ha compiuto gli studi di filosofia e teologia nel seminario maggiore di Paraná.
Il 17 dicembre 1981 è stato ordinato presbitero per l'arcidiocesi di Mendoza. In seguito è stato vicario parrocchiale della parrocchia di San Vincenzo Ferrer dal 1982 al 1984; parroco della parrocchia di Santa Maria Goretti dal 1984 al 1985 e notaio del tribunale ecclesiastico di Mendoza dal 1983 al 1984.
Nel 1986 si è incardinato nella diocesi di San Rafael e poi è stato inviato a Roma per studi. Lì ha preso residenza nella parrocchia di San Filippo Neri in Eurosia. Nel 1992 ha ottenuto il dottorato in diritto canonico presso la Pontificia Università Lateranense. Tornato in diocesi è stato segretario cancelliere; prefetto degli studi, professore di teologia e formatore nel seminario maggiore diocesano "Santa Maria di Dio" a San Rafael dal 1993 e professore titolare di teologia nella cattedra di economia dell'Istituto del Carmen di San Rafael dal 1998 al 2000. È poi tornato a Roma per proseguire gli studi riprendendo residenza nella stessa parrocchia. Nel 2003 ha conseguito il dottorato in teologia dogmatica. Tornato in patria è stato professore di teologia fondamentale nelle Facoltà di Psicopedagogia, Filosofia e Scienze Sacre dell'Università Cattolica di Cuyo dal 2005 e rettore del seminario diocesano di San Rafael dal 2008.
Dal 1999 al 2001 ha esercitato per nomina della Congregazione per gli istituti di vita consacrata e le società di vita apostolica l'ufficio di consigliere del commissario pontificio per l'Istituto Verbo Incarnato e dal 2000 al 2002 è stato perito consultore della commissione fede e cultura della Conferenza episcopale d'Argentina.

### Ministero episcopale
Il 7 dicembre 2009 papa Benedetto XVI lo ha nominato vescovo coadiutore di San Luis. Ha ricevuto l'ordinazione episcopale il 19 marzo successivo nella cattedrale di San Raffaele arcangelo a San Rafael dall'arcivescovo metropolita di La Plata Héctor Rubén Aguer, co-consacranti l'arcivescovo metropolita di San Juan de Cuyo Alfonso Rogelio Delgado Evers, il vescovo di San Luis Jorge Luis Lona, il vescovo di San Rafael Eduardo Maria Taussig e il vescovo di Mar del Plata Juan Alberto Puiggari. Il 22 febbraio 2011 è succeduto alla medesima sede.
Nel 2017 ha emesso linee guida sul matrimonio per la sua diocesi che escludono l'interpretazione dell'esortazione apostolica post-sinodale Amoris laetitia per cui sarebbe possibile l'accesso alla comunione eucaristica per i divorziati risposati.
Nel maggio del 2019 ha compiuto la visita ad limina.
Il 9 giugno 2020 papa Francesco ha accettato la sua rinuncia al governo pastorale della diocesi.
È membro della Società argentina di diritto canonico, della Società argentina di teologia e della Società tomista argentina. Ha collaborato con diversi studi di ricerca in riviste teologiche e ha pubblicato il libro El Magisterio ordinario de la Iglesia en el Pontificado del Beato Pio IX.

## Genealogia episcopale
La genealogia episcopale è:
- Cardinale Scipione Rebiba
- Cardinale Giulio Antonio Santori
- Cardinale Girolamo Bernerio, O.P.
- Arcivescovo Galeazzo Sanvitale
- Cardinale Ludovico Ludovisi
- Cardinale Luigi Caetani
- Cardinale Ulderico Carpegna
- Cardinale Paluzzo Paluzzi Altieri degli Albertoni
- Papa Benedetto XIII
- Papa Benedetto XIV
- Papa Clemente XIII
- Cardinale Bernardino Giraud
- Cardinale Alessandro Mattei
- Cardinale Pietro Francesco Galleffi
- Cardinale Giacomo Filippo Fransoni
- Cardinale Carlo Sacconi
- Cardinale Edward Henry Howard
- Cardinale Mariano Rampolla del Tindaro
- Cardinale Antonio Vico
- Arcivescovo Filippo Cortesi
- Arcivescovo Zenobio Lorenzo Guilland
- Vescovo Anunciado Serafini
- Cardinale Antonio Quarracino
- Arcivescovo Héctor Rubén Aguer
- Vescovo Pedro Daniel Martínez Perea